# Mokrý Lom
Mokrý Lom település Csehországban, a České Budějovice-i járásban. Mokrý Lom Svatý Jan nad Malší, Trhové Sviny, Římov, Ločenice és Komařice településekkel határos. Lakosainak száma 113 fő (2024. január 1.).

## Népesség
A település lakosságának változását az alábbi diagram mutatja:
| Lakosok száma | 206  | 177  | 202  | 111  | 105  | 67   | 109  | 106  | 116  | 113  |
|               | 1869 | 1890 | 1921 | 1950 | 1980 | 2001 | 2017 | 2019 | 2022 | 2024 |